# بندتا گارگاری
بندتا گارگاری (ایتالیایی: Benedetta Gargari؛ زادهٔ ۲۷ ژانویهٔ ۱۹۹۵) بازیگر و مدل اهل ایتالیا است.
از فیلم‌ها یا مجموعه‌های تلویزیونی که وی در آن‌ها نقش داشته است، می‌توان به پدر ماتئو، حوزه استحفاظی، افسون، یک پزشک در خانواده و پنجره‌های روبرو اشاره نمود.